# Ardea goliath
La garza Goliat (Ardea goliath) es una especie de ave pelecaniforme de la familia Ardeidae ampliamente distribuida por el África subsahariana; algunas poblaciones se encuentran también en puntos del sur de Asia, desde Arabia Saudí a Birmania. Es la garza más grande, midiendo en su madurez entre 1,1 y 1,4 metros. 
Es de hábitos fundamentalmente nocturnos. Se encuentra generalmente sola o en pareja (nunca se ven en grupos) en ríos, pantanos, estanques, estuarios puede ser de agua dulce o salobre. Se alimenta de peces y pequeños reptiles y anfibios como lagartijas.

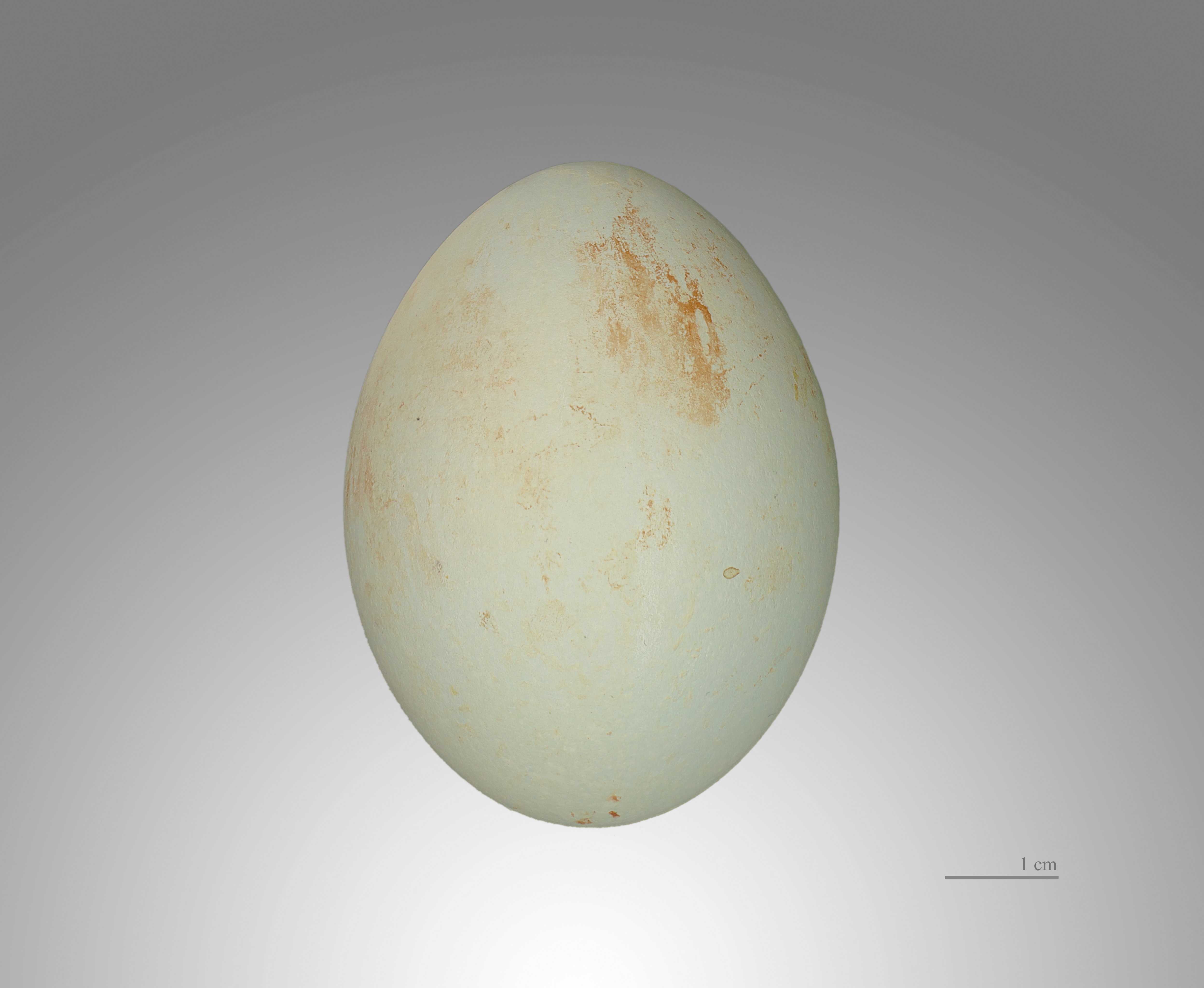
Huevo de Ardea goliath.